# Wahrburg
Wahrburg ist ein Ortsteil der gleichnamigen Ortschaft der Hansestadt Stendal im Landkreis Stendal in Sachsen-Anhalt, Deutschland.

## Geographie
Wahrburg, ein Straßendorf mit Kirche, liegt südwestlich der Kernstadt Stendal in der Altmark. Südlich der Ortslage fließt die Uchte.
Nachbarorte sind Tornau im Westen, Stendal im Norden, Röxe im Osten, Dahlen im Süden und Döbbelin im Südwesten.

## Geschichte

### Mittelalter bis Neuzeit
Ursprünglich war das Dorf in der Form eines Hufeisens angelegt. Die erste urkundliche Erwähnung stammt aus dem Jahr 1339 als villam dictam Warburg, als Markgraf Ludwig I. Rechte über Wahrburg an Stendaler Bürger namens Hoger (Hogen, Hoke) übertrug. Im Landbuch der Mark Brandenburg von 1375 werden das Dorf Warborch und eine Mühle aufgeführt. Es gehörte Barthold Hogen. Der Stendaler Bürger Benedict Calve erwarb 1466 eine Hälfte des Dorfes. Wahrburg war ein kleines Rittergut.
Kurfürst Joachim II. von Brandenburg (1505–1571) hatte seinen Kanzler Johann Weinleben († 1558) mit der Anwartschaft auf eine Hälfte des Dorfes Wahrburg, die die Brüder Andreas und Palm Rynow zu Lehen hatten, belehnt. Am 15. November 1547 belehnte er seinen Kanzler Johann Weinleben auch mit der Anwartschaft auf die andere Hälfte des Dorfes Wahrburg. Am 24. August 1569 verkauften die Brüder Johann und Joachim Weinleben zu Berlin das seinerzeit ihrem Vater, dem Kanzler Johann Weinleben, von Kurfürst Joachim verliehene Angefälle auf das Dorf Wahrburg – Lehnsbesitz der Brüder Andreas und Palm Rynow sowie des Hans Kolck zu Stendal – an Claus Goldbeck, Bürgermeister zu Stendal, und seine Brüder und Vettern Andres, Georg, Heinrich und Gregorius, die aus dem Werbener Zweig der Familie der Familie Goldbeck stammten, für 100 Gulden.
Im Jahre 1774 wurde ein Teilungsvertrag zwischen Johann Friedrich von Goldbeck zu Berlin, Samuel August von Goldbeck zu Magdeburg, Heinrich Julius von Goldbeck zu Berlin und Hans Christoph von Goldbeck zu Meurs über das Rittergut Wahrburg geschlossen.
Mit Wahrburg sind als Gutsbesitzer somit die Familien von Goldbeck und von Rynow verbunden.
Das Rittergut Wahrburg ist infolge der Nachlassregulierung nach dem Tode des Majors Carl Friedrich von Goldbeck zu Wahrburg (ca. 1848) auf die adelige Familie von Nordeck übergegangen.
Die 1871 entstandene Berlin-Lehrter Eisenbahn durchschneidet das Dorf in Ost-West-Richtung. Direkt an der Bahnlinie am heutigen Mühlenweg stand früher eine Windmühle.
In der Zeit nach der politischen Wende des Jahres 1989 entstanden neue Eigenheime. So entstanden westlich des Ortskerns ungefähr 15 Eigenheimbauten. Im Jahr 2000 wurden eine neue Kindertagesstätte fertiggestellt.

### Burg

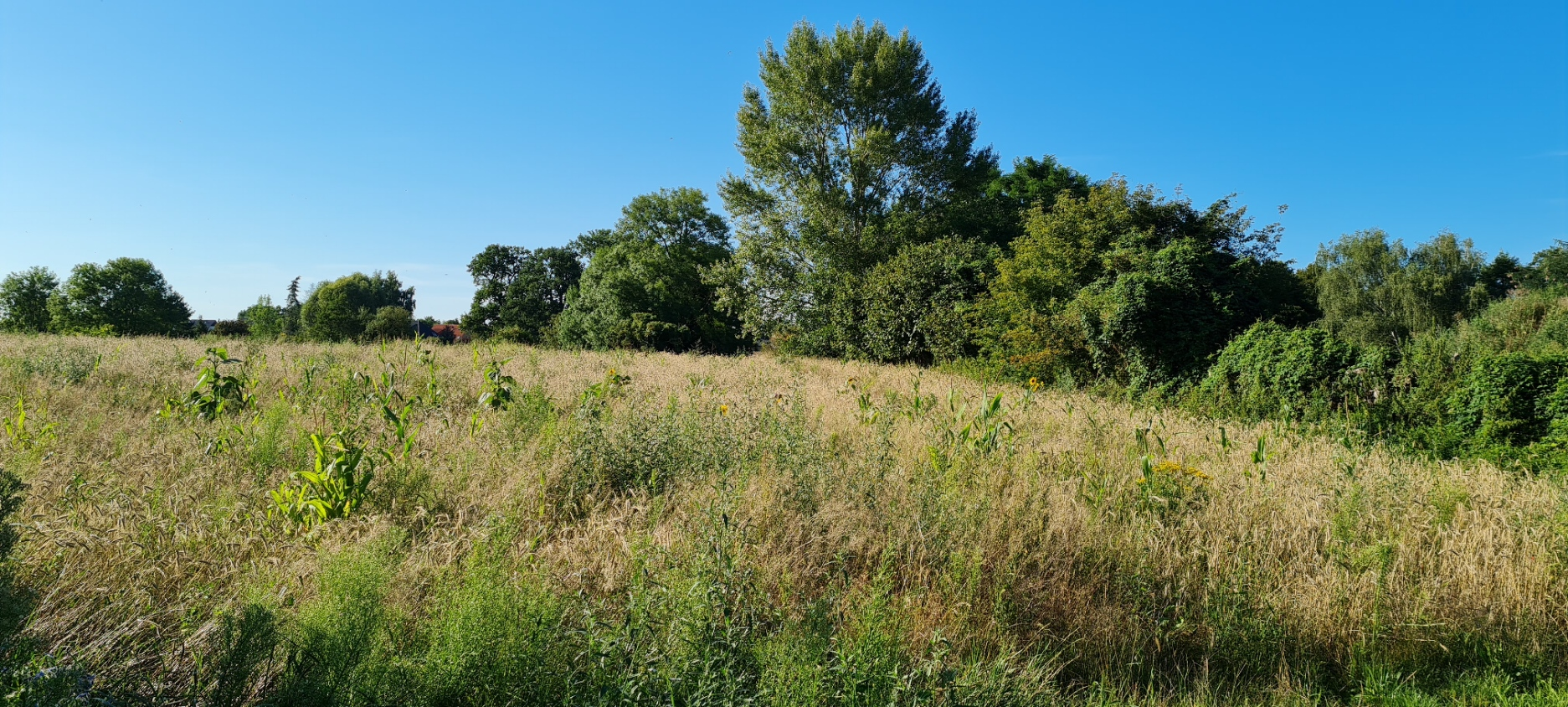
Wall

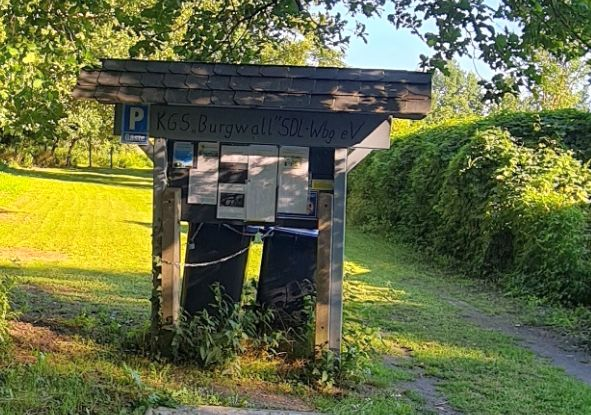
Kleingärtnerverein „Burgwall“

Dreihundert Meter südlich des Dorfes südlich der alten Uchte und nördlich der heutigen Uchte liegt ein ovaler Ringwall (wahrscheinlich wendisch), der durch die Anlage eines Weges in zwei Hälften geteilt und ziemlich eingeebnet ist. Die obertägig sichtbare Struktur der mittelalterliche Niederungsburg, die Wallburg „Alte Burg“, ist heute als Bodendenkmal ausgewiesen. Die Burg diente dem Schutz der nach Tangermünde führenden Heerstraße. Der Bereich wird heute als Kleingartenanlage genutzt. Im Norden der Anlage gibt es die Flurbezeichnung „Der Burgwall“. Die Fläche ist heute teilweise durch eine Kleingartenanlage mit Bungalows überbaut.

### Vorgeschichte
Im 20. Jahrhundert wurden Reste einer Siedlung aus spätrömischer Zeit bei Wahrburg gefunden. Geborgen wurden keramische Gefäße und Tierknochen, die im Altmärkischen Museum in Stendal aufbewahrt werden.

### Herkunft des Ortsnamens
Heinrich Sültmann meint, der Name „warborch“ von 1429 sei herzuleiten vom althochdeutschen „wari, weri“ für „Wehr“ und steht daher für „Burg zur Abwehr“.

### Eingemeindungen
Ursprünglich gehörten Dorf und Gut Wahrburg zum Stendalschen Kreis der Mark Brandenburg in der Altmark. Zwischen 1807 und 1813 lagen beide im Stadtkanton Stendal auf dem Territorium des napoleonischen Königreichs Westphalen. Nach weiteren Änderungen gehörten Gut und Gemeinde ab 1816 zum Kreis Stendal, dem späteren Landkreis Stendal.
Am 30. September 1928 wurde der Gutsbezirk Wahrburg mit der Landgemeinde Wahrburg vereinigt.
Am 20. Juli 1950 wurde die bis dahin eigenständige Gemeinde Wahrburg nach Stendal eingemeindet.

### Einwohnerentwicklung
| Jahr          | 1734 | 1772 | 1790 | 1798 | 1801 | 1818 | 1840 | 1864 | 1871 | 1885 | 1892 | 1895 | 1900 | 1905 |
| Dorf Wahrburg | 194  | 244  | 187  | 222  | 245  | 285  | 266  | 324  | 359  | 567  | 760  | 819  | 997  | 997  |
| Gut Wahrburg  |      |      | 018  | 09   |      |      |      | 07   | 021  | 051  |      | 055  |      | 07   |

| Jahr | Einwohner |
| ---- | --------- |
| 1925 | 1.438     |
| 1939 | 1.638     |
| 1946 | 2.050     |
| 2013 | [00]1.139 |
| 2014 | [00]0860  |

| Jahr | Einwohner |
| ---- | --------- |
| 2018 | [00]1.114 |
| 2019 | [00]1.121 |
| 2021 | [00]1.129 |
| 2022 | [00]1.136 |
| 2023 | [0]1.130  |

Quelle, wenn nicht angegeben, bis 1946:

## Religion
Die evangelische Kirchengemeinde Wahrburg, die früher zur Pfarrei Uenglingen bei Stendal gehörte, heißt heute Christusgemeinde Wahrburg und wird betreut vom Pfarrbereich Stendal, Süd-West im Kirchenkreis Stendal im Propstsprengel Stendal-Magdeburg der Evangelischen Kirche in Mitteldeutschland. Die ältesten überlieferten Kirchenbucheinträge für Wahrburg stammen aus dem Jahre 1680.
Die katholischen Christen gehören zur Pfarrei St. Anna in Stendal im Dekanat Stendal im Bistum Magdeburg.

## Politik

### Ortsbürgermeisterin
Carola Radtke ist Ortsbürgermeisterin der Ortschaft Wahrburg.

### Ortschaftsrat
Die Ortschaftsratswahl am 9. Juni 2024 ergab:
- Wählergemeinschaft „Wahrburger Bürgerinitiative e. V.“ (1.523 Stimmen für 5 Sitze)
- Alternative für Deutschland (461 Stimmen für 2 Sitze)

Nur 6 Sitze wurden vergeben, da für die AfD nur ein Bewerber antrat. Gewählt wurden 3 Männer und 3 Frauen. Von 954 Wahlberechtigten hatten 682 ihre Stimme abgegeben, die Wahlbeteiligung betrug damit 71,49 Prozent.

## Kultur und Sehenswürdigkeiten

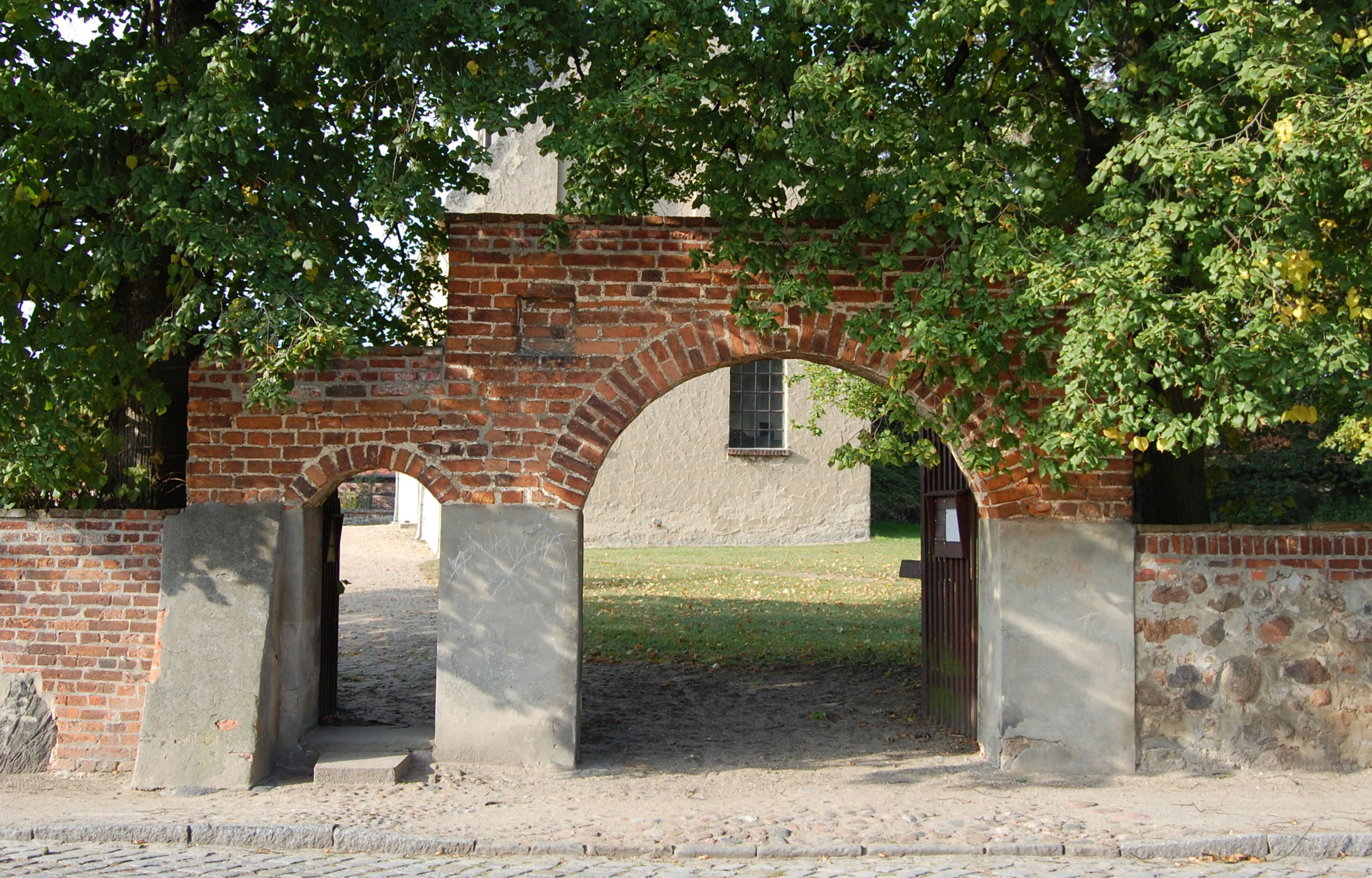
Eingang zum Kirchhof Wahrburg

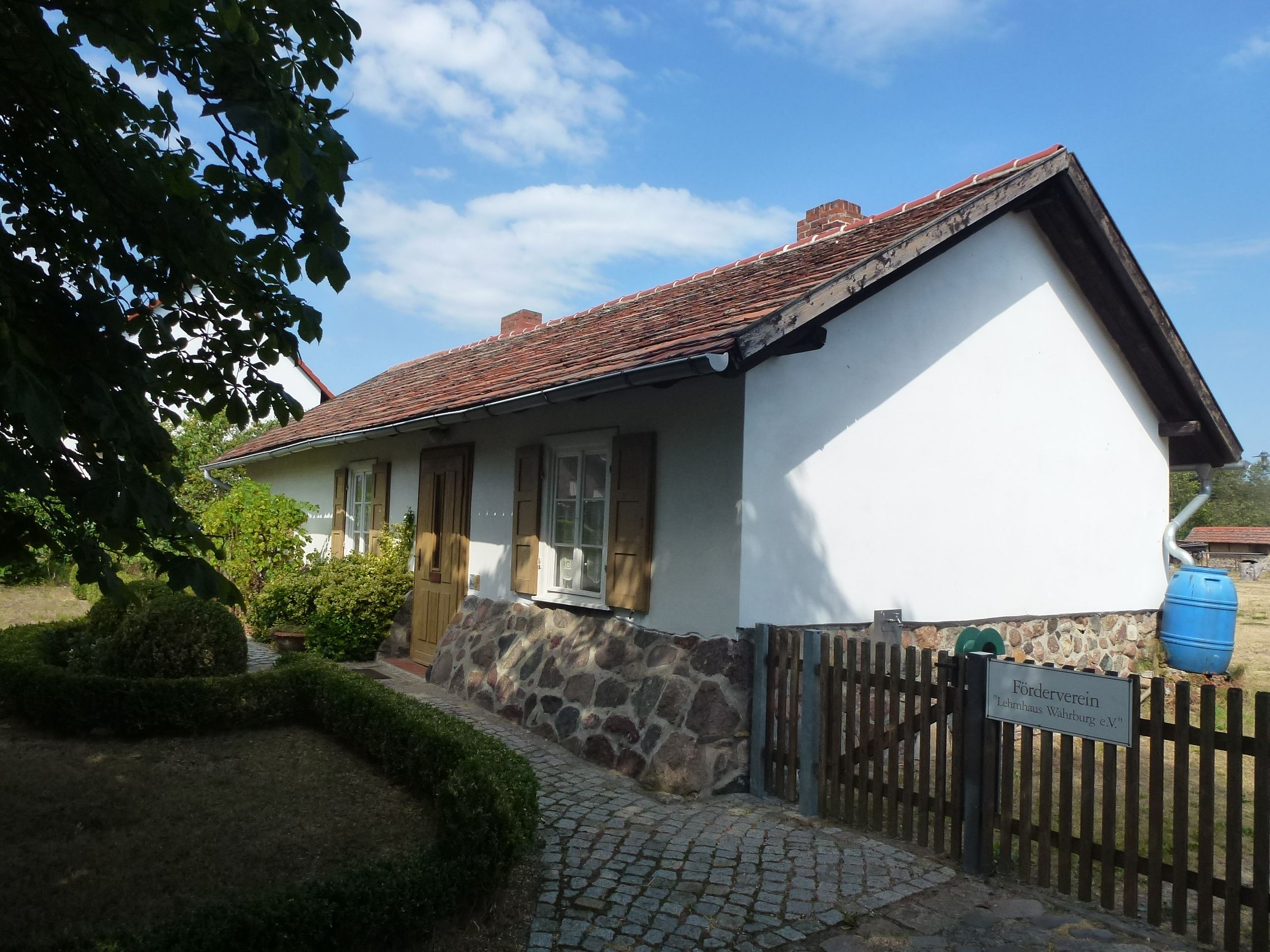
Versuchslehmhaus

- Die evangelische Christuskirche Wahrburg ist ein verputzter Backsteinbau aus dem 13. Jahrhundert mit einem quadratischen Fachwerkturm.[29]
- Das Versuchslehmhaus in der Straße „Braunland“, ein Baudenkmal, wurde 1949 vor dem Hintergrund der Bodenreform in Lehmstampfbauweise errichtet.
- Der Park im Süden des Dorfes geht auf das ehemalige Rittergut zurück.
- Der Wahrburger Friedhof liegt im Norden des Dorfes.

## Verkehr
Es verkehren Linienbusse und Rufbusse von stendalbus.

## Persönlichkeiten
Der deutsche Fußballspieler und -trainer Fritz Wittenbecher (1910–?) begann seine Karriere beim Wahrburger Fußballverein dem heutigen TuS „Siegfried“ 09 Wahrburg e. V.